# Erithacus
Erithacus é um género de pequenas aves passeriformes.

## Espécies
Inclui três espécies:
- Pisco-de-peito-ruivo, Erithacus rubecula
  - Erithacus (rubecula) superbus
- Erithacus akahige
- Erithacus komadori

As três espécies são pequenas aves atarracadas com uma postura normalmente erecta e uma cauda curta. Possuem um dorso castanho-preto, uma face vermelha ou preta com o peito contrastante com as partes inferiores esbranquiçadas ou cinzas. As fêmeas das duas últimas espécies, as espécies asiáticas, são muito menos coloridas que os machos, mas no pisco-de-peito-ruivo as diferenças entre os sexos é mínima e restrita à forma do limite entre a plumagem vermelha e castanha na testa.
Os Erithacus são territoriais e constroem os seus ninhos num buraco ou sobre o solo. Caçam insectos, vermes e outros invertebrados a partir de um poleiro baixo, alimentando-se principalmente no solo, dando saltinhos nas suas fortes pernas.